# Dyirbal
Le dyirbal (ou djirubal) est une langue aborigène d'Australie, qui n'est plus parlée que par quelques locuteurs (entre 29 et 6 personnes entre les années 1970 et 2010), dans le nord du Queensland. C'est un membre de la petite branche dyirbalienne de la famille pama-nyungan.
Le dyirbal, qui comptait encore vraisemblablement au moins 5 000 locuteurs au début du XIXe siècle, possède de nombreuses caractéristiques exceptionnelles qui l'ont rendu célèbre parmi les linguistes. Il a été notamment étudié par le linguiste australien R. M. W. Dixon.
En 2016, 6 personnes déclarent parler le dyirbal à la maison.

## Phonologie

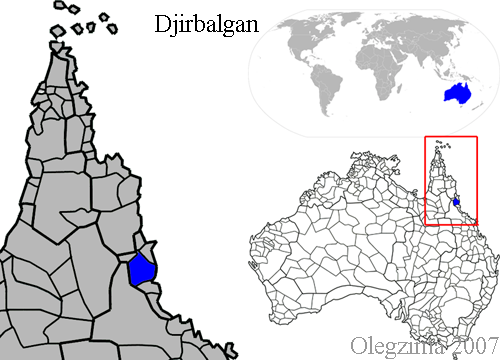
Localisation du dyirbal.

Le dyirbal n'a que quatre lieux d'articulation pour les consonnes glottales et nasales, c'est-à-dire moins que la plupart des autres langues aborigènes australiennes, qui en ont six ; ceci du fait que le dyirbal ne fait pas la différence entre les dentales et alvéolaires, qui est typique de ces langues. Comme la plupart des langues australiennes, il ne fait pas de distinction entre consonnes sonores (comme b, d, g...) et sourdes (leurs correspondances respectives p, t, k...) L'orthographe standard note les consonnes sonores, ce qui semble avoir la préférence des locuteurs de la plupart des langues australiennes, car les sons en question (souvent semi-voisés) sont plus proches des sons /b/, /d/, /ɡ/ de l'anglais, langue des linguistes décrivant ces langues, que des aspirées /p/, /t/, /k/.

### Voyelles
Le système vocalique du dyirbal, typiquement australien, possède les voyelles : /i/, /a/ et /u/, bien que /u/ possède une réalisation /o/ dans certains contextes et que /a/ se réalise parfois comme [e]. Ainsi, le recensement des sons effectifs est plus grand que l'inventaire des phonèmes ne le suggèrerait. L'accent tonique tombe toujours sur la première syllabe d'un mot, et habituellement sur les syllabes d'ordre impair qui suivent, à l'exception de la dernière, toujours non accentuée. Le résultat est qu'il n'existe pas de syllabes consécutives accentuées.

### Consonnes
|           | Bilabiale | Alvéolaire | Alvéo-palatale | Rétroflexe | Vélaire |
| --------- | --------- | ---------- | -------------- | ---------- | ------- |
| Glottales | p         | t          | c              |            | k       |
| Nasales   | m         | n          | ɲ              |            | ŋ       |
| Latérales |           | l          |                |            |         |
| Roulées   |           | r          |                |            |         |
| Battues   |           |            |                | ɽ          |         |
| Spirantes |           |            | j              |            | w       |

## Grammaire
Le dyirbal est surtout connu pour son système de classes nominales, au nombre de quatre au total. Elles ont tendance à se répartir en fonction des traits sémantiques suivants :
1. Objets animés, hommes ;
2. Femmes, eau, feu, violence ;
3. Fruits et légumes comestibles ;
4. Divers (inclut les concepts ne pouvant être regroupés dans les trois premières classes).

La classe habituellement dénommée « féminine » (II), par exemple, inclut les mots désignant le feu ou ayant rapport avec le feu, ainsi que toutes les créatures et phénomènes dangereux. Ceci a inspiré le titre du livre de George Lakoff, Women, Fire and Dangerous Things (« Femmes, Feu et Choses dangereuses »). Certains linguistes effectuent une distinction entre de tels systèmes de classification et la division en genres masculin, féminin et parfois neutre qu'on trouve par exemple dans les langues indo-européennes.
Le dyirbal présente un système de « fracture d'actance » du type ergativité scindée (anglais split-ergativity). Les phrases avec un pronom à la 1re ou à la 2e personne voient leur argument verbal marqué casuellement selon un schéma qui imite les langues dites accusatives. Le pronom à la 1re / 2e personne apparaît au cas le moins marqué lorsqu'il est sujet (sans égard à la transitivité du verbe), et au cas le plus marqué lorsqu'il est objet direct. Ainsi, le dyirbal est morphologiquement une langue accusative aux deux premières personnes, et ergative dans les autres cas ; pourtant, syntaxiquement, il constitue bien une langue ergative.

## Tabous
Il existait dans la culture dyirbal un système de tabous d'une grande complexité. Il était interdit à quiconque de parler directement à sa belle-mère, à son gendre ou à sa bru, aux enfants de sa tante paternelle ou de son oncle maternel. Il était aussi interdit d'approcher ou de regarder directement ces personnes. Une personne se trouvant à portée de voix d'un parent « tabou » était dans l'obligation d'utiliser une forme spéciale et complexe de la langue, le dyalŋuy, avec pour l'essentiel le même système phonétique et la même syntaxe, mais requérant un lexique ne partageant aucun mot avec la langue non taboue et quotidienne, le guwal. Ce phénomène, généralement appelé « langues de belles-mères » (anglais mother-in-law languages), était courant dans les langues indigènes d'Australie. Il a existé jusque vers 1930, où le système des tabous est sorti de l'usage.
Le dyalŋuy compte un quart de la quantité d'éléments lexicaux de la langue quotidienne, ce qui réduit le contenu sémantique de la communication réelle en présence d'un parent tabou. Par exemple, en dyalŋuy, le verbe « demander » est baŋarrmba-l. En guwal, « demander » est ŋanba-l, « inviter quelqu'un » est yumba-l, « inviter quelqu'un à vous accompagner » est bunma-l et « continuer à demander après qu'on vous ait déjà dit » est gunji-y. Il n'y a pas de correspondance avec les trois autres verbes du guwal dans le dyalŋuy.
Pour contourner cette limitation, les locuteurs du dyirbal utilisent de nombreuses astuces syntaxiques et sémantiques pour se contenter d'un vocabulaire minimal. Par exemple, le guwal utilise des causatifs lexicaux, tels que bana- ("briser", transitif) et gaynyja- ("briser", intransitif). Cela se rapproche de l'opposition, en français, entre "Il brûle un arbre" (transitif) et "Un arbre brûle" (intransitif). Comme le dyirbal a moins de lexèmes, un morphème -rri- est utilisé comme suffixe dérivationnel intransitif. Ainsi, les équivalents dyalŋuy des deux mots ci-dessus sont le transitif yuwa- et l'intransitif yuwa-rri-.
Les éléments lexicaux trouvés en dyalŋuy proviennent principalement de trois sources : "des emprunts au registre quotidien des dialectes ou langues voisins, la création de nouvelles formes dyalŋuy par déformation phonologique de lexèmes issus du style quotidien de la langue, et l'emprunt de termes déjà présents dans le style dyalŋuy d'une langue ou d'un dialecte voisin.
Un exemple d'emprunt entre dialectes est le mot pour soleil dans les dialectes yidin et ngadyan. En yidin, le mot guwal pour soleil est [buŋan], et ce même mot était également le style dyalŋuy du mot pour soleil dans le dialecte ngadyan.
On suppose que les enfants des tribus dyirbal étaient censés acquérir le style vocal dyalŋuy des années après avoir acquis le style vocal quotidien, auprès de leurs cousins qui s'exprimaient en dyalŋuy en leur présence. Au début de la puberté, l'enfant parlait probablement le dyalŋuy couramment et était capable de l'utiliser dans les contextes appropriés.